# Morville-en-Beauce
Morville-en-Beauce é uma comuna francesa na região administrativa do Centro, no departamento Loiret. Estende-se por uma área de 11,38 km². Em 2010 a comuna tinha 172 habitantes (densidade: 15,1 hab./km²).